# Arctic Club
Arctic Club to brydżowy system licytacyjny opracowany w klubie brydżowym "Farthest North Bridge Club" na Alasce.  Arctic Club należy do rodziny systemów trefla wieloznacznego Trefla Wiedeńskiego i jest zbliżony do polskiego systemu Wspólny Język.  Otwarcia w Arctic Club wyglądają następująco:
```
1♣  11-13
PH
 Układ zrównoważony
    17-20PH Układ zrównoważony
    24+  PH Układ zrównoważony
    19+  PH Układ niezrównoważony
    13-18PH 5+ trefli bez innej piątki, może być 4=4=1=4 (singleton karo)
1
♦
  11-18PH 5+ kar, możliwe układy 4
♦
-4-4-1 lub 4
♦
-5♣
1
♥
  11-18PH 5+ kierów
1♠  11-18PH 5+ pików
1BA 14-16PH Układ zrównoważony
2♣   7-13PH 6+ trefli bez renonsu, możliwa starsza czwórka
2
♦
   7-13PH 6+ kar bez renonsu, możliwa starsza czwórka
2
♥
          Słabe dwa
2♠          Słabe dwa
2BA 21-23PH Układ zrównoważony
```

Większość sekwencji licytacyjnych jest naturalna (1♦ po 1♣ to odpowiedź negatywna (0-7) lub pozytywna z karami (11+)).